# Contea di Cleburne (Alabama)
La contea di Cleburne, in inglese Cleburne County, è una contea dello Stato dell'Alabama, negli Stati Uniti. La popolazione al censimento del 2010 era di 14.972 abitanti. Il capoluogo di contea è Heflin.

## Geografia fisica
La contea si trova nella parte orientale dell'Alabama, al confine con lo Stato della Georgia. Lo United States Census Bureau certifica che l'estensione della contea è di 1.453 km², di cui 1.451 km² composti da terra e 2 km² composti di acqua.
La parte occidentale della contea si trova all'interno della foresta nazionale di Talladega. Nella contea è inoltre presente una parte del parco statale Cheaha. Il fiume Tallapoosa scorre lungo la parte sud-orientale della contea.

### Contee confinanti
- Contea di Cherokee - nord
- Contea di Polk (Georgia) - nord-est
- Contea di Haralson (Georgia) - est
- Contea di Carroll (Georgia) - sud-est
- Contea di Randolph - sud
- Contea di Clay - sud-ovest
- Contea di Talladega - sud-ovest
- Contea di Calhoun - ovest

## Storia
La contea di Cleburne fu creata da un atto della Legislatura dello Stato dell'Alabama il 6 dicembre 1866, includendo parti delle contee di Randolph, Talladega e Calhoun. Il nome le è stato dato in onore del maggiore generale Patrick Cleburne dell'Arkansas, che fu ucciso nella battaglia di Franklin nel 1864. La contea di Cleburne si trova in quella che era una volta territorio dei nativi Creek e Cherokee. I primi coloni giunsero nell'area nel 1820 e nominarono la città di Edwardsville come il capoluogo della contea. L'insediamento nell'area rimase scarso fino al 1830, quando venne scoperto l'oro nelle vicinanze di Arbacoochee e Chulafinnee nella parte meridionale della contea. Nel 1836 circa 5.000 minatori si trasferirono nella zona. La scoperta dell'oro in California nel 1849 eclissò l'estrazione mineraria nella Contea di Cleburne, ma si stima che il valore dell'oro estratto si aggirasse intorno al milione di dollari. Sempre nella parte meridionale del territorio alla fine del XIX secolo venne scoperta la presenza di mica e rame, poco sfruttata.
Nel 1882 la Georgia-Pacific Railroad fu estesa da Atlanta alla città di Heflin, nella parte centro-occidentale della contea. Nel 1905 vennero organizzate delle elezioni per decidere se trasferire o meno il capoluogo della contea da Edwardsville a Heflin. I risultati delle elezioni e una successiva sentenza della Corte suprema dell'Alabama favoriranno Heflin, che rimane tuttora il capoluogo di contea.

## Comuni[3]
- Edwardsville - town
- Fruithurst - town
- Heflin (capoluogo) - city
- Ranburne - census-designated place
- Hollis Crossroads - town

## Cultura

### Istruzione
Il sistema scolastico della contea di Cleburne impiega attualmente circa 160 insegnanti che guidano più di 2.600 studenti in otto scuole.

## Società

### Evoluzione demografica
Abitanti censiti (migliaia)

Grafico delle fasce di età in base al censimento del 2000

Secondo il censimento del 2010 la composizione etnica della città è 94.0% bianchi, 3.3% neri, 0.30% nativi americani, 0.1% asiatici, 0.1% isolani del pacifico, 1.0% di altre razze, e 1.1% di due o più etnie. Il 2.1% della popolazione è ispanica.

## Economia
La contea di Cleburne era basata prevalentemente sull'agricoltura durante il XIX secolo. Gli agricoltori coltivavano mais, avena, frumento, cotone e allevavano bestiame. Durante gli anni 1830, la scoperta dell'oro nella parte meridionale della contea attirò migliaia di minatori nell'area, ma l'impresa fallì quando i minatori partirono per Corsa all'oro californiana del 1849. Durante il XIX e all'inizio del XX secolo vennero tentate varie iniziative economiche, tra cui l'estrazione del rame e della mica, fallite a causa dei cattivi trasporti e delle malattie agricole. La corposa presenza della foresta nella contea la rendeva ideale per l'industria del legno e del legno di cellulosa. A metà degli anni '50, la Tyson Foods Inc. costruì un grande impianto di lavorazione del pollame nella zona, rendendo la contea la "capitale dei broiler dell'Alabama". Nel settembre 2006 parte dell'impianto venne distrutto da un incendio.
Tra gli altri produttori figurano Heflin Chenille e Sewell Manufacturing.

### Occupazione
La forza lavoro nella attuale Contea di Cleburne è divisa tra le seguenti categorie professionali:
- Produzione (17,2%)
- Servizi educativi, assistenza sanitaria e assistenza sociale (16,6%)
- Costruzione (14,2%)
- Commercio al dettaglio (12,2%)
- Altri servizi, ad eccezione della pubblica amministrazione (5,6%)
- Servizi professionali, scientifici, di gestione, amministrativi e di gestione dei rifiuti (5,4%)
- Agricoltura, silvicoltura, pesca, caccia ed estrattiva (5,1%)
- Pubblica amministrazione (4,7%)
- Arte, intrattenimento, svago, alloggio e servizi di ristorazione (4,5%)
- Trasporto, magazzinaggio e servizi di pubblica utilità (4,4%)
- Commercio all'ingrosso (3,6%)
- Finanza, assicurazioni, immobili, noleggio e leasing (3,5%)
- Informazioni (3,0%)

## Infrastrutture e trasporti

### Principali strade ed autostrade
Le principali vie di trasporto che attraversano la contea sono:
- Interstate 20
- U.S. Highway 78
- U.S. Highway 431
- State Route 9
- State Route 46

### Ferrovie
- Norfolk Southern Railway
- Amtrak